# Parti communiste d'Inde (marxiste-léniniste)
Pour les articles homonymes, voir Parti communiste d'Inde (homonymie).
Le Parti communiste d'Inde (marxiste-léniniste) (en anglais Communist Party of India (Marxist Leninist), abrégé en CPI (ML)), scission du Parti communiste d'Inde (marxiste), est créé par le All India Coordination Committee of Communist Revolutionaries lors du congrès de Calcutta en 1969.  Le CPI (ML) réunit alors les membres du courant maoïste dit « naxalite », qui mène une révolte armée contre le gouvernement indien. Trois ans après sa fondation, et à la suite de l'arrestation et de la mort de son fondateur Charu Majumdar, le parti éclate : ses militants donnent naissance à de multiples groupes - utilisant pour certains le nom du CPI (ML) ou des variations de celui-ci -  dont une partie prend part au processus électoral, tandis que d'autres demeurent présents sur le terrain de la lutte armée. Les deux principales factions armées issues du CPI (ML), le Parti communiste d'Inde (marxiste-léniniste) Guerre populaire et le Centre communiste maoïste fusionnent en 2004 pour donner naissance au Parti communiste d'Inde (maoïste).